# Saint-Jean-de-Lier

Saint-Jean-de-Lier este o comună în departamentul Landes din sud-vestul Franței. În 2009 avea o populație de 367 de locuitori.

## Evoluția populației
| An        | 1975 | 1982 | 1990 | 1999 | 2006 | 2009 |
| --------- | ---- | ---- | ---- | ---- | ---- | ---- |
| Populație | 316  | 321  | 309  | 323  | 333  | 367  |